# Таваксайська ГЕС
Таваксайська ГЕС — гідроелектростанція в Узбекистані. Знаходячись між Газалкентською ГЕС (вище за течією) та Чирчикською ГЕС, входить до складу каскаду на річці Чирчик, правій притоці Сирдар'ї (басейн Аральського моря).
За 3,5 км нижче за течією від Газалкентської греблі Чирчик перекриває споруда Газалкентського гідровузла довжиною 544 метри. Вона спрямовує ресурс одразу в три канали, найбільшим з-поміж яких є прокладений по правобережжю Дериваційний канал Чирчикських ГЕС, здатний пропускати 260 м3/сек. За 10 км від початку він перекритий водозабірною спорудою, від якої через чотири напірні водоводи ресурс подається до розташованого нижче машинного залу Таваксайської ГЕС.
Основне обладнання станції становлять чотири турбіни типу Френсіс потужністю по 18,4 МВт, які використовують напір у 35 метрів та забезпечують виробництво 389 млн кВт·год електроенергії на рік.
Відпрацьована вода прямує далі по каналу ще 8 км до наступної станції каскаду.
Можливо відзначити, що спорудження Таваксайської ГЕС відбувалось в межах єдиного задуму з заводом азотної хімії у Чирчику, перша черга якого використовувала технологію електролізу та потребувала великих обсягів електроенергії.